# Aspalathus aurantiaca
Aspalathus aurantiaca är en ärtväxtart som beskrevs av Rolf Martin Theodor Dahlgren. Aspalathus aurantiaca ingår i släktet Aspalathus och familjen ärtväxter. Inga underarter finns listade i Catalogue of Life.